# Central minihidràulica

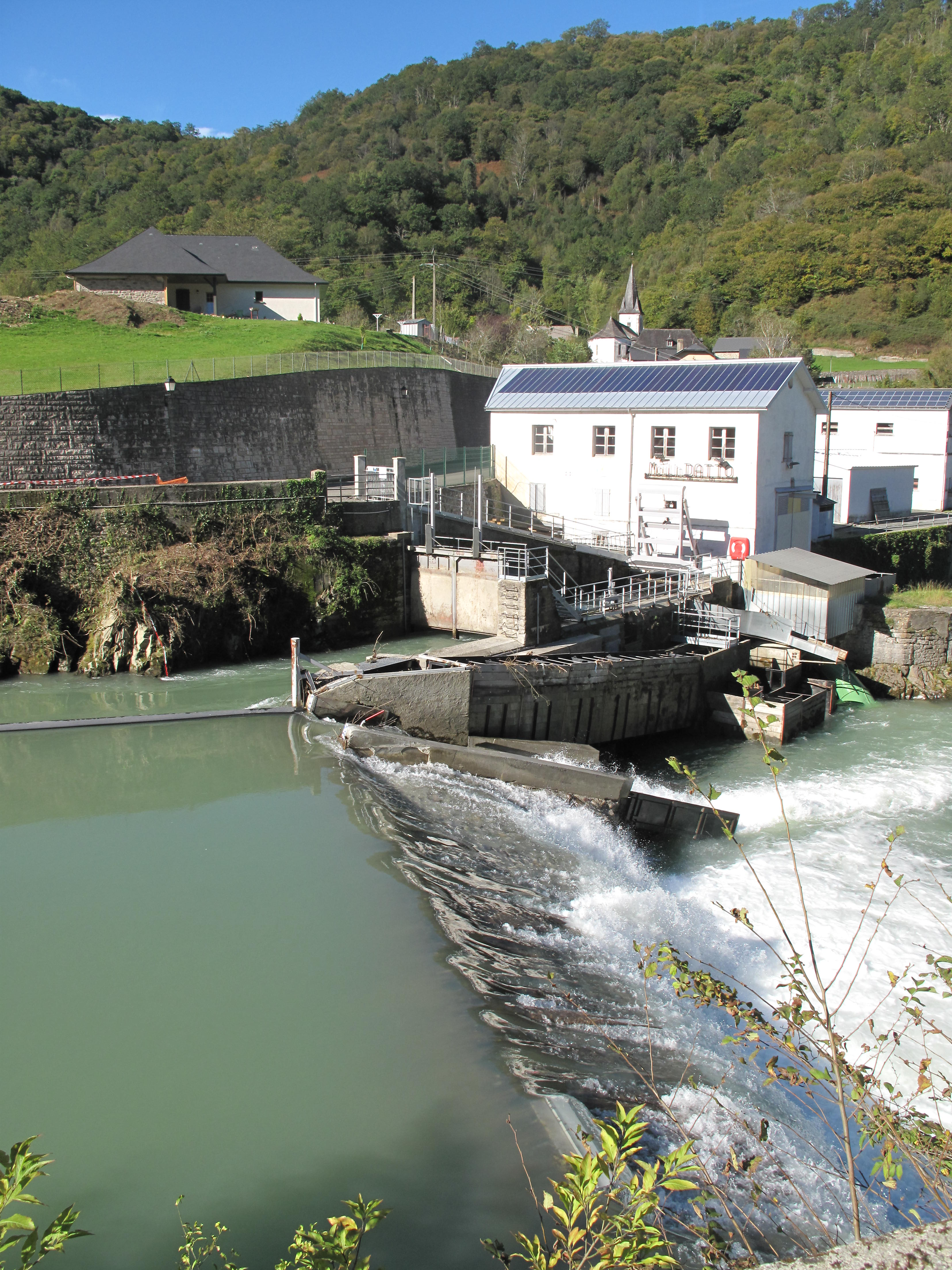
Resclosa i central minihidràulica de Licq-Athérey a França.

Una central mini hidràulica és un tipus especial de central hidroelèctrica utilitzat per la generació d'energia elèctrica a partir de l'energia potencial o cinètica de l'aigua.
L'energia mini hidràulica es considera un tipus d'energia renovable i es troba dins de la regulació jurídica associada a aquestes energies. Les mini centrals han sigut molt utilitzades al llarg de temps a causa de la seva petita mida i, per tant, preu, i facilitat d'instal·lació, per la qual cosa han sigut molt utilitzades a nivell local o fins i tot privat.

## Tipologies
Existeixen dos tipus diferents de centrals mini hidràuliques. Les denominades d'"aigua fluent" i les anomenades "a peu de presa". En el primer cas, el que es fa és desviar l'aigua d'un riu per un canal i canonades fins a arribar a una turbina, la qual genera electricitat. Posteriorment l'aigua és retornada al seu llit.
El segon tipus de mini central, la "a peu de presa", basa el seu funcionament en l'emmagatzematge de l'aigua en un embassament; que es buida per una canonada ubicada a la base de la presa, que va a desembocar en una turbina.

## Situació a Espanya
Segons la legislació espanyola, una central es considera mini hidràulica si té una potència instal·lada menor o igual a 5 MW segons el Reial Decret 661/2007, de 25 de maig, pel qual es regula l'activitat de producció d'energia elèctrica en règim especial (BOE nº 127, de 28/05/07).
L'energia mini hidràulica té una llarga història a Espanya, ja des de la dècada dels 60, en la qual existien en el país 1.740 centrals. El 2010 en quedaven 1.135 en funcionament; tot i que s'espera un futur més prometedor per aquest tipus d'energia al llarg dels propers anys. S'estima que al voltant de 6.700 MW són generats a Espanya per aquestes mini centrals.

## A Catalunya
Catalunya és la comunitat autònoma que, dins l'Estat espanyol, compta amb més centrals mini hidràuliques (239) i també la que disposa d'una potència instal·lada més important (197 MW). La producció d'energia elèctrica se situa prop dels 500 GWh, xifra que representa el 15% de la producció total d'energia elèctrica a Catalunya, considerant les centrals hidroelèctriques -petites i grans- i les termoelèctriques.
Per conques fluvials, la major part de les centrals mini hidràuliques es troben a les conques del nord i centre del Principat. De les mini centrals, la major part, un 85%, són auto generadores, és a dir, l'energia elèctrica generada es ven a les companyies elèctriques; la resta són auto consumidores d'energia elèctrica. Finalment, si es té en compte la potència instal·lada a les mini centrals, la major part es troben en el rang comprés entre 250 i 1.000 kW.
Les condicions orogràfiques i climatològiques a Catalunya afavoreixen la situació del sector de l'energia mini hidràulica. La gran tradició en l'aprofitament d'aquest recurs i el seu gran potencial donen lloc a diverses aplicacions segons l'ús final de l'energia elèctrica. Tanmateix, la seva activitat, pel que fa a la construcció i posta en funcionament de noves instal·lacions, s'ha vist reduïda en els darrers anys.

Actualment a Catalunya una de les minihidràuliques més importants és la del Salt del Duran que en aquest moment esta tancada pero en el seu temps era feta servir per donar energia a una fàbrica de paper "papereria" (encara que sol era una gran part l'energia que venia de la minihidràulica la resta era d'altres centrals elèctriques) aquesta minihidràulica està al canal dels afores de Mollerussa on molta gent hi para a observar hi a gaudir del paisatge i la impressió que causa a la vista 